# Royal Association Athlétique Louviéroise La Louvière
Il Royal Association Athlétique Louviéroise La Louvière, noto semplicemente come RAAL La Louvière, è una società calcistica belga con sede nella città di La Louvière. Milita in Pro League, la massima serie del campionato belga di calcio.

## Storia

### Primi anni
Il Cercle Sportif Couillet (CS Couillet) venne fondato nel 1919 con matricola numero 94 ed entrò a far parte della KNVB nel 1920; nel 1934 raggiunse per la prima volta un campionato di livello nazionale ma nei decenni successivi si limitò ai campionati provinciali.
Nel 1945 cambiò ufficialmente nome in Amicale Cercle Sportif Couillet (ACS Couillet) e 17 anni dopo, nel 1962, ottenne il titolo reale cambiando così il proprio nome in Royal Amicale Cercle Sportif Couillet (RACS Couillet). Nel 1977 si fuse con l'Union Sportive Couillet d'Amérique, l'altra squadra della città fondata nel 1949, mantenendo comunque il proprio nome.
All’inizio degli anni 2000 iniziò a risalire dalle leghe provinciali belghe riuscendo a centrare la promozione in terza divisione nel 2005; tuttavia, nella stagione 2007-2008, il club chiuse all’ultimo posto in classifica e retrocesse nuovamente in quarta divisione.

### Football Couillet-La Louvière (2009–2011)
Nel 2009 venne avviata una collaborazione con il RAA Louviéroise, una più blasonata squadra che stava attraversando difficoltà finanziarie ed il nome del club venne modificato in Football Couillet–La Louvière mantenendo la sua originale matricola numero 94.

### FC Charleroi (2011–2014)
Nella primavera del 2011, il panorama calcistico di La Louvière e Charleroi cambiò nuovamente. L’URS du Center, affiliato alla federazione belga con matricola 213, iniziò a giocare allo Stade du Tivoli con il nuovo nome UR La Louvière Centre. Il Couillet-La Louvière, recentemente trasferitosi, fece quindi ritorno a Charleroi cambiando nome societario in Football Club Charleroi. Vi fu anche una collaborazione con il club provinciale RFCS Marcinelle (matricola 301) senza sfociare tuttavia in una fusione. Nel corso della stagione 2011-2012, l’identità del club fu ulteriormente modificata con l’adozione dei colori blu e bianco e l’introduzione di un nuovo logo societario con un leone.
Nel 2013, la dirigenza acquisì il club RJS Heppignies-Lambusart-Fleurus, in difficoltà finanziarie, affiliato con matricola 5192 e militante nella Terza Divisione belga. A partire da quella stagione la prima squadra del Charleroi venne trasferita nel nuovo club, che fu ribattezzato Charleroi Fleurus, mantenendo i colori ed il logo del FC Charleroi; la matricola numero 94 rimase inutilizzata e fu messa in vendita, ma a causa dell'assenza di investitori venne iscritta in quarta divisione dove militò con una formazione giovanile retrocedendo nei campionato provinciali belgi.

### Racing Charleroi-Couillet-Fleurus (2014–2017)
Al termine della stagione 2013-2014 vi fu un importante cambio di matricole tra diversi club valloni. Il RFC Sérésien (matricola 23) fu acquisito dal Metz, militante in Ligue 2, che voleva entrare nel sistema calcistico belga direttamente nelle categorie superiori. Parellelamente il Boussu Dour Borinage (matricola 167), militante in seconda divisione ed in difficoltà finanziaria decise di cedere la sua matricola al Seraing, non prima di riuscire ad acquisire un’altra matricola nelle serie nazionali e mantenere la licenza nazionale per le giovanili; per riuscire nello scopo firmò un accordo con Roberto Leone, presidente del FC Charleroi (matricola 94) e del Charleroi-Fleurus (matricola 5192) in cui ottenne la matricola 5192 giocando in quarta divisione con il nome di Francs Borains.
A causa della cessione della matricola 5192, si tornò ad utilizzare la matricola 94 per sviluppare un club nella zona di Charleroi. Amministrativamente, si realizzò una fusione con la matricola 23 di RFC Sérésien, ormai ridondante, che apportò la sua licenza nazionale per il settore giovanile. Il club risultante dalla fusione fu chiamato RC Charleroi-Couillet-Fleurus (RCCF) e continuò a giocare con la matricola 94. A causa della retrocessione del FC Charleroi, il RCCF iniziò la stagione 2014-15 nella Lega Provinciale di Hainaut.

### RAAL La Louvière (2017–)
Nel frattempo, dopo lo scioglimento dello storico RAA Louviéroise, l’URS Center divenne il club principale di La Louvière assumendo il nome di UR La Louvière Centre. Tuttavia, non tutti ritenevano che questo club fosse realmente il sostituto del RAAL e su iniziativa dell’ex calciatore Salvatore Curaba, fu acquisito il numero di matricola del Racing Charleroi Couillet Fleurus e il suo nome venne cambiato in RAAL La Louvière, con il club che fece ritorno nella città di La Louvière. Nella stagione 2017–18 iniziò a competere nella terza divisione amatoriale belga, il quinto livello della piramide calcistica, vincendo immediatamente il titolo.
Nella stagione 2023–24 ottenne per la prima volta nella sua storia la promozione in Challenger Pro League dopo aver vinto il proprio girone di terza divisione. Il 18 aprile 2025, RAAL La Louvière ottenne una storica promozione in Pro League classificandosi secondo dietro allo Zulte Waregem.

### Denominazione nel tempo
- 1919-1945: CS Couillet
- 1945-1962: ACS Couillet
- 1962-2009: RACS Couillet
- 2009-2011: Couillet-La Louvière
- 2011-2014: FC Charleroi
- 2014-2017: Charleroi-Couillet-Fleurus
- 2017-: RAAL La Louvière

## Palmarès

### Competizioni nazionali
- Division 1: 1

2023-2024

## Rosa 2024-2025
Aggiornata al 22 luglio 2025.
| N. |                    | Ruolo | Calciatore             |
| -- | ------------------ | ----- | ---------------------- |
| 1  | Belgio (bandiera)  | P     | Célestin De Schrevel   |
| 3  | Francia (bandiera) | D     | Nolan Gillot           |
| 4  | Senegal (bandiera) | D     | Wagane Faye (capitano) |
| 6  | Francia (bandiera) | C     | Alexis Beka Beka       |
| 7  | Senegal (bandiera) | A     | Pape Moussa Fall       |
| 8  | Ruanda (bandiera)  | C     | Samuel Gueulette       |
| 9  | Mali (bandiera)    | A     | Mohamed Guindo         |
| 10 | Francia (bandiera) | C     | Maxime Pau             |
| 11 | Burundi (bandiera) | C     | Jordi Liongola         |
| 12 | Francia (bandiera) | A     | Théo Epailly           |
| 13 | Francia (bandiera) | D     | Maxence Maisonneuve    |
| 14 | Algeria (bandiera) | A     | Mouhamed Belkheir      |
| 15 | Belgio (bandiera)  | C     | Sami Lahssaini         |
| 17 | Francia (bandiera) | C     | Lucas Bretelle         |

| N. |                         | Ruolo | Calciatore         |
| -- | ----------------------- | ----- | ------------------ |
| 19 | Spagna (bandiera)       | D     | Darío Benavides    |
| 20 | Belgio (bandiera)       | C     | Noah Makembo-Ntemo |
| 21 | Argentina (bandiera)    | P     | Marcos Peano       |
| 23 | Belgio (bandiera)       | C     | Joël Ito           |
| 25 | Francia (bandiera)      | D     | Djibril Lamego     |
| 26 | Francia (bandiera)      | D     | Matthis Riou       |
| 29 | Francia (bandiera)      | A     | Oucasse Mendy      |
| 44 | Paesi Bassi (bandiera)  | D     | Daan Klomp         |
| 51 | Belgio (bandiera)       | A     | Sekou Sidibe       |
| 70 | Francia (bandiera)      | A     | Kenny Nagera       |
| 71 | Portogallo (bandiera)   | P     | Lucas Monteiro     |
| 85 | RD del Congo (bandiera) | D     | Emmanuel Da Costa  |
| 98 | Francia (bandiera)      | C     | Owen Maës          |